# Administration de la propriété soviétique en Autriche
L’Administration de la propriété soviétique en Autriche (en russe Управление советским имуществом в Австрии USIA) était un organisme dans la zone d'occupation soviétique en Autriche de 1946 à 1955 chargé de régir plus de 300 entreprises, d'anciennes propriétés du Troisième Reich, confisquées par l'Union soviétique. Les profits générés profitent à la puissance occupante, conformément à la conférence de Potsdam, qui permet aux puissances occupantes de percevoir des réparations dans la zone qui leur est attribuée. Les entreprises de l'USIA employaient plus de 53 000 personnes.

## Histoire

### Gestion
Le groupe USIA est fondé en 1946 sous le nom d'USIWA (Administration des actifs soviétiques en Autriche). Le siège se situe au Trattnerhof, à Vienne. Le bureau commercial central pour les opérations commerciales avec des tiers est installé sur la Schwarzenbergplatz. L'USIA suit les directives du gouvernement soviétique, mais est autrement dirigée selon les principes du marché. Les entreprises de l'USIA sont hors de l'influence de l'Autriche.
Le résultat final du traitement des opérations de l'USIA est d'en tirer le plus de capital possible. Les bénéfices de l'entreprise sont retenus par la Banque militaire soviétique. Les impôts sont payés à l'administration soviétique (selon les taux d'imposition autrichiens). Les entreprises reçoivent des prêts de la Banque militaire soviétique à des taux d'intérêt allant jusqu'à 20%.

### Entreprises
Des parties importantes des industries clés de l'est de l'Autriche appartenaient à l'USIA. Entre autres, les entreprises suivantes :
- Établissements de la Deutsche Erd- und Steinwerke GmbH près de Gusen et Mauthausen
- Lokomotivfabrik Floridsdorf
- Österreichische Automobil Fabriks-AG
- Österreichische Brown, Boveri Werke
- AEG-Union
- Osram Österreichische Glühlampenfabrik Ges.m.b.H.
- Allgemeine Baugesellschaft – A. Porr AG
- Rax-Werk Ges.m.b.H. à Wiener Neustadt
- Brunner Glasfabrik ) Brunn am Gebirge
- Schnellpressenfabrik Koenig & Bauer Aktiengesellschaft à Maria Enzersdorf
- La Dianabad de Vienne et d'autres petites entreprises, auberges et entreprises artisanales
- Les Rosenhügel-Filmstudios sous le nom de Wien-Film am Rosenhügel
- Glanzstoff-Fabrik St. Pölten AG
- Voith à St. Pölten
- Jos.(ef) Heiser, aujourd'hui Worthington Cylinders à Gaming
- Waagner-Biro à Vienne-Stadlau

### Importance pour la population et les salariés
Les entreprises de l'USIA employaient plus de 53 000 personnes. L'USIA payait bien ses employés et était souvent très accommodante envers les comités d'entreprise. Le KPÖ avait une présence supérieure à la moyenne sur les sites de l'USIA.
Les opérations de l'USIA sont au centre de la grève d'octobre 1950. Mais il y a aussi des conflits avec la direction, car les effets remarquables ont un impact négatif sur le résultat opérationnel. Après les grèves d'octobre, des centaines de communistes licenciés dans leurs usines, pour la plupart, retrouvent du travail que dans les usines de l'USIA.
En outre, les prix de nombreux produits de première nécessité dans les magasins de l'USIA sont nettement inférieurs aux prix pratiqués sur le marché libre. En raison des prix dans les magasins USIA, bien inférieurs au marché, ceux-ci exercent une forte pression concurrentielle sur les autres magasins de détail de l'économie libre. Les prix bas sont possibles par le fait que les magasins USIA ne sont pas liés par les réglementations autrichiennes telles que les réglementations commerciales ou les heures de fermeture des magasins et n'ont pas à payer de droits de douane, de taxe de vente et de taxes à la consommation. Dans les années 1950, les magasins USIA proposent même des produits relativement luxueux tels que des bas en nylon et des montres suisses à des prix très raisonnables. Avec l'aide de la réimportation de marchandises qui avaient été re-déclarées dans les pays communistes, l'administration soviétique peut réaliser un autre profit significatif. Les actifs de l'USIA tels que les spiritueux et les produits du tabac sont illégalement transférés au marché noir dans des camions avec des plaques d'immatriculation soviétiques, ce que les autorités autrichiennes ne sont pas autorisées à vérifier.
La politique de prix de l'USIA est présentée comme une action amicale de l'Union soviétique pour le peuple autrichien, qui n'est plus à la merci des prix supposés surévalués du marché libre capitaliste.
Il est également fait référence à la politique salariale généreuse de l'USIA. En revanche, les phénomènes négatifs pour la libre économie et la contrebande organisée sont décrits comme des symptômes du système occidental pourri.
Une caractéristique typique des lieux avec des entreprises de l'USIA est, même longtemps après le retrait des troupes soviétiques, l'existence de jardins d'enfants d'entreprise à des moments où les jardins d'enfants étaient encore rares en Autriche.

### Gestion
Bon nombre des dirigeants soviétiques nommés à la direction de l'USIA se trouvent dans un conflit constant entre les revendications financières et matérielles de l'administration étatique d'une part et la faillite imminente d'autre part. Il y a un manque de réinvestissement dans les usines ainsi que de rationalisation et de modernisation. Au moment où les entreprises de l'USIA sont rendues à l'Autriche, elles sont à la traîne par rapport au reste de l'économie autrichienne en raison d'une politique d'entreprise visant à maximiser les profits; certaines sont proches de la faillite.

### Fin
La question du transfert des entreprises de l'USIA vers l'URSS fut longtemps un obstacle à la conclusion du traité d'État entre l'URSS et l'Autriche. Un accord n'est conclu que lors des pourparlers à Moscou du 12 au 15 avril 1955, qui permettent la percée décisive du traité d'État du 15 mai. L'URSS transfère les anciens « biens allemands » en sa possession à l'Autriche en échange des paiements de transfert suivants : tous les droits sur le complexe pétrolier en échange d'une livraison de 10 millions de tonnes de pétrole brut (réduit par la suite à 6 millions de tonnes de pétrole brut) (valeur: 200 millions de dollars américains), la propriété de la DDSG dans l'est de l'Autriche pour 2 millions de dollars américains, pour le reste de l'ancienne « propriété allemande » des frais de transfert de 150 millions de dollars américains doivent être payés dans les six ans.
De nombreuses anciennes sociétés de l'USIA sont nationalisées après leur retour en Autriche. Selon le traité d'État autrichien de 1955, l'USIA comptait environ 25 000 travailleurs et 4 000 salariés, ce qui représentait plus d'un quart des emplois industriels en Basse-Autriche. Les secteurs les plus importants sont la construction mécanique, la construction en acier et en fer, la fonderie, les mines, l'industrie de la sidérurgie, la transformation du cuir, l'industrie du verre et du métal.